# Żyły głębokie kończyny górnej

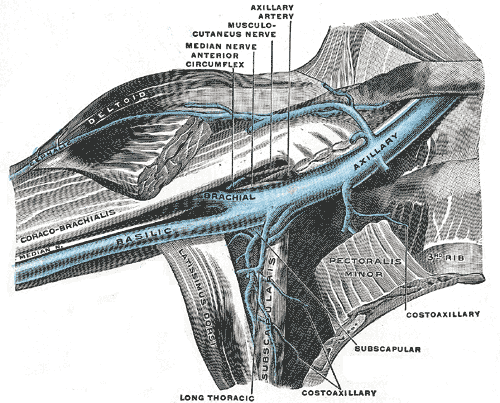
Układ żylny jamy pachowej

Żyły głębokie (a. podpowięziowe) kończyny górnej – w anatomii człowieka naczynia żylne tworzące sieć, położoną pod powięziami ramienia i przedramienia, pomiędzy poszczególnymi grupami mięśniowymi. Towarzyszą tętnicom, najczęściej jako dwie oddzielne żyły (z wyjątkiem żyły pachowej i podobojczykowej), kierujące się wzdłuż przeciwległych ścian tętnicy i łączące się między sobą. Topograficznie powielają ściśle schemat przebiegu jednoimiennych tętnic. Są wyposażone w zastawki, w liczbie 8–15 u żył promieniowych i łokciowych, 6–12 dla żył ramiennych; w wypadku żyły pachowej i podobojczykowej – po kilka przy większych dopływach. Wytwarzają liczne zespolenia z żyłami powierzchownymi; krew może swobodnie przemieszczać się między obydwoma układami.

## Elementy składowe sieci
- Żyły palców[1]

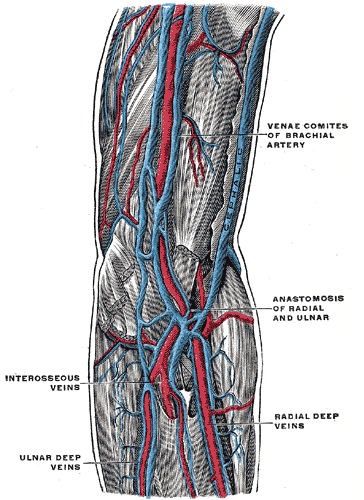
Żyły głębokie ramienia i przedramienia

  - żyły dłoniowe palców (venae digitales palmares)
  - żyły grzbietowe palców (venae digitales dorsales)

- Żyły głębokie ręki
  - żyły strony dłoniowej ręki[2]
    - żyły dłoniowe śródręcza (venae metacarpales palmares)
    - łuk żylny dłoniowy głęboki (arcus venosus palmaris profundus)
    - łuk żylny dłoniowy powierzchowny (arcus venosus palmaris superficialis)

  - żyły strony grzbietowej ręki
    - żyły grzbietowe śródręcza (venae metacarpales dorsales)

- Żyły głębokie przedramienia i ramienia
  - żyły promieniowe (venae radiales)
  - żyły łokciowe (venae ulnares)
  - żyły międzykostne: przednia, tylna (venae interosseae: anterior, posterior)
  - żyły wsteczne: promieniowa, łokciowa (venae recurrentes: radialis, ulnaris)
  - żyły ramienne (venae brachiales)
  - żyły głębokie ramienia (venae profundae brachii)

- Żyła pachowa (vena axillaris)
  - dopływy z obszaru klatki piersiowej: żyły piersiowo-nabrzuszne, żyły piersiowe boczne
  - dopływy z obszaru obręczy barkowej: żyła podłopatkowa, okalająca łopatkę, piersiowo-grzbietowa, okalająca ramię tylna i przednia, piersiowo-barkowa

- Żyła podobojczykowa[3] (vena subclavia)
  - dopływy z obszaru klatki piersiowej: żyły piersiowe
  - dopływy z obszaru obręczy barkowej: żyła łopatkowa grzbietowa